# Degenerazione (album)
Degenerazione è un album della band hardcore punk italiana Rappresaglia.

## Brani
1. Attack
2. Degeneration
3. Rappresaglia
4. In fondo al fiume
5. Nessuna bandiera
6. Bla bla bla
7. Animal
8. Il dubbio
9. Ombre
10. Missin' you
11. Lies
12. Il branco
13. Saccheggio
14. Fun fun
15. Oltre la porta